# Joyce DiDonato
Joyce DiDonato (ur. jako Joyce Flaherty 13 lutego 1969 w Prairie Village, stan Kansas, Stany Zjednoczone) – amerykańska śpiewaczka operowa, znana z partii w operach Händla, a także Mozarta i Rossiniego.
Laureatka Nagrody Grammy za rok 2012 w kategorii: Best Classical Vocal Solo.

## Życiorys i kariera artystyczna
DiDonato studiowała technikę wokalną w Wichita State University. Po ukończeniu studiów w 1992 roku zainteresowała się karierą śpiewaczki operowej i wstąpiła na studia w Academy of Vocal Arts w Filadelfii, kształcąc się następnie w zespołach operowych w San Francisco, Santa Fe i Houston. 
W 1995 roku, po ukończeniu studiów w Santa Fe Opera, DiDonato otrzymała nagrodę Outstanding Apprentice Artist. Po niej przyszły kolejne sukcesy: druga nagroda w Eleanor McCollum Competition w 1996 roku, okręgowa wygrana w Metropolitan Opera National Council Auditions (w 1996), Sullivan Award (w 1997), druga nagroda w Placido Domingo Operalia Competition (w 1998), pierwsze miejsce w Stewart Awards (w 1998) i zwycięstwo w George London Competition w 1998 roku, po którym, w 1999 roku zadebiutowała na deskach Houston Grand Opera wykonując partię Kateriny Maslovy w Resurrection Toda Machovera. W roku 2000 zadebiutowała w La Scali śpiewając partię Angeliny w Kopciuszku Rossiniego, a w 2001 roku w Opéra Bastille w roli Rosiny w Cyruliku sewilskim Rossiniego. W 2002 roku DiDonato cieszyła się już międzynarodową sławą, stając się na początku XXI wieku jednym z najbardziej rozchwytywanych mezzosopranów koloraturowych. Jako mezzosopran koloraturowy największe sukcesy odnosiła w repertuarze barokowym, zwłaszcza w operach Händla, takich jak Alcina (partia Alciny), Ariodante (partia Ariodante), Hercules (partia Dejaniry), Il Floridante (partia Elmiry) i Giulio Cesare in Egitto (partia Sekstusa) i we włoskich operach w stylu bel canto. Jej występy zwracają uwagę ze względu na nieskazitelną czystość głosu, doskonałą technikę i wyraziste charakteryzacje. DiDonato jest w stanie zaprezentować zarówno potężny śpiew, jak w Alcinie Händla, jak i też lekkość i humor, jak w przypadku bohaterek komedii Rossiniego. DiDonato śpiewała również wiele partii w operach Mozarta, w tym partię Cherubina w Weselu Figara i partię Donny Elviry w Don Giovannim). Jej repertuar obejmuje z jednej strony dzieła Berlioza i Belliniego, a z drugiej – kompozytorów współczesnych, takich jak Michael Daugherty (rola Grace Kelly w Jackie O) i Jake Heggie (siostra Helen w Dead Man Walking). Artystka unikała natomiast dzieł Verdiego i Pucciniego.
DiDonato występuje na największych scenach operowych świata: Metropolitan Opera, Lyric Opera of Chicago, Houston Grand Opera, San Francisco Opera i Santa Fe Opera, a także na scenach Amsterdamu, Barcelony, Genewy, Londynu, Mediolanu, Monachium, Paryża, Tokio, Wiednia i Berlina, dając recitale i koncerty w londyńskiej Wigmore Hall, amsterdamskiej Concertgebouw, nowojorskich Carnegie Hall i New York Philharmonic, Cleveland Orchestra, San Francisco Symphony, Orchestre National de Paris i innych.

## Nagrania
Wykaz nagrań na podstawie strony domowej artystki:
- 1997 – Jackie O The Opera
- 2001 – Little Woman
- 2002 – Machover: Resurrection
- 2002 – Wolfgang Amadeus Mozart: The Last Concerto, 1791
- 2003 – Mendelssohn: A Midsummer Night’s Dream
- 2003 – Vivaldi: Sacred Music – 9
- 2004 – Vivaldi: Sacred Music – 10
- 2004 – Amor e gelosia (Patricia Ciofi/Joyce DiDonato)
- 2004 – Berlioz: Benvenuto Cellini
- 2005 – Rossini: La Cenenrentola
- 2005 – Handel: Radamisto
- 2006 – Joyce Di Donato: The Deepest Desire
- 2006 – Joyce DiDonato – Songs by Fauré, Hahn and Head. Arias by Rossini and Handel
- 2007 – Joyce Di Donato: ¡Pasión!
- 2007 – Handel: Floridante
- 2008 – OPERA: New Generation Great Duets
- 2008 – Lamenti
- 2009 – Handel: Opera Arias Furore: Joyce DiDonato
- 2009 – Handel: Alcina
- 2009 – Rossini, Joyce DiDonato: Colbran, the Muse
- 2010 – Passing By. Songs by Jake Heggie
- 2010 – Rossini: Stabat Mater
- 2011 - Vivaldi: Ercole sul Termondonte
- 2011 – Joyce DiDonato – Diva Divo (Opera Arias)
- 2011 – Handel: Ariodante
- 2012 – Dead Man Walking
- 2012 – Don Giovanni
- 2012 – Homecoming: Kansas City Symphony Presents Joyce DiDonato
- 2012 – Drama Queens
- 2013 – John Wilson Orchestra: Rogers and Hammerstein at the Movies
- 2013 – Here/After
- 2013 – ReJoyce: The Best of Joyce DiDonato

## Nagrody i wyróżnienia
- 2002 – Richard Tucker Award, przyznawana od 1978 roku przez Richard Tucker Music Foundation dla młodych amerykańskich śpiewaków i śpiewaczek operowych[5];
- 2007 – coroczna nagroda Beverly Sills Artist Award, przyznawana przez Metropolitan Opera[6];
- 2010 – nagroda Gramophone Awards w kategorii: Artysta Roku (Artist of the Year)[7];
- 2010 – nagroda Gramophone Awards w kategorii: Recital Roku (Recital of the Year) of the Year za album Rossini ‘Colbran, the Muse’[8];
- 2010 nagroda Echo Klassik Award – przyznawana corocznie przez niemiecką akademie Deutsche Phono-Akademie (instytucja kulturalna w ramach Bundesverband Musikindustrie) w kategorii: śpiewaczka roku (Sängerin des Jahres) za album „Colbran, The Muse”[9];
- 2011 - nagroda Premio Franco Abbiati Award for Best Singer 2011 (category: vocal & opera)[10];
- 2012 Nagroda Grammy w kategorii: Grammy Award for Best Classical Vocal Solo[11];
- 2013 wyróżnienie Gramophone Hall of Fame – za wkład w nagrania muzyki klasycznej w kategorii: soliści[12];
- 2014 – nagroda Royal Philharmonic Society Music Awards Singer[13].